# Mr. Wrestling II
John Francis "Johnny" Walker, más conocido como Mr. Wrestling II, (Charleston, 10 de septiembre de 1934-Mililani, 10 de junio de 2020), fue un luchador profesional estadounidense.

## Trayectoria
Walker trabajó en la Georgia Championship Wrestling a principios de los 70'. También trabajó en la Mid-South Wrestling en la década de los 80', Walker se retiró de la lucha libre en 1989 a los 55 años de edad.
Falleció a los ochenta y cinco años el del 10 de junio de 2020. Bill Apter informó que Johnny Walker había fallecido.[cita requerida]

## Campeonatos y logros
- Pro Wrestling Illustrated
  - Luchador del año (1975)[3]

.nwa georgia team tag championship 1 vez con tony atlas